# Blechnum aduncum
Blechnum aduncum là một loài dương xỉ trong họ Blechnaceae. Loài này được Liebm. mô tả khoa học đầu tiên năm 1849.